# فهرست مقاله‌های مهندسی شیمی
این فهرست شامل مقالات مرتبط با مهندسی شیمی می باشد.

## A
جذب -- 
جذب سطحی -- 
شیمی تجزیه --

## B
Bioaccumulate  -- 
مهندسی زیست‌شیمیایی --  
زیست‌شیمی  -- 
Biochemistry topics list --
بیوانفورماتیک  -- 
زیست‌شناسی -- 
Bioprocess Engineering --
Biomolecular Engineering --
بیوانفورماتیک --
مهندسی پزشکی --
Bioseparation --
زیست‌فناوری -- 
بیورآکتور --  
بیوتیت  --

## C
کاتالیزور --
کراکینگ کاتالیزوری سیال بستر --
Catalytic reforming --
Catalytic reaction engineering --
سرامیکs -- 
مهندسی شیمی --
سینتیک شیمیایی -- 
واکنش شیمیایی --
سنتز شیمیایی --
Chemical vapor deposition (CVD) --
Chemical solution deposition --
شیمی --
Chromatographic separation --
Circulating fluidized bed --
احتراق --
Computational fluid dynamics (CFD) --
پایستگی انرژی -- 
پایستگی جرم -- 
تکانه -- 
بلور سازی --

## D
Dehumidification --
هیدروژن‌زدایی --
Depressurization --
Desorption --
Desulfonation --
Desulfurization --
پخش (فیزیک) --
تقطیر --
ضریب درگ --
خشک کردن --
خشک کردن انجمادی --

## E
Electrochemical engineering --
Electrodialysis --
Electrokinetics --
Electrodeposition --
برق‌کافت --
Electrolytic reduction --
آبکاری الکتریکی --
فیلتر الکترواستاتیک --
الکترو وینینگ --
نامیزه --
انرژی --
مهندسی -- 
اقتصاد مهندسی --
Enzymatic reaction --

## F
فیلتراسیون --
دینامیک سیالات --
Flow battery --
پیل سوختی --
Fuel technology --

## G
گازی‌سازی --

## H
انتقال حرارت -- 
تاریخچه مهندسی شیمی --
Hydrometallurgy --

## I
Immobilization --
شیمی معدنی --
تبادل یونی --

## K
سینتیک --

## L
آزمایشگاه --
Leaching --

## M
موازنه جرم -- 
انتقال جرم -- 
مهندسی و علم مواد --
شیمی دارویی --
Microelectronics --
Microfluidics --
Microreaction technology --
کانه‌آرایی --
Mixing --
انتقال اندازه حرکت --

## N
Nanoengineering --
فناوری نانو --

## O
شیمی آلی --

## P
جدول تناوبی (استاندارد) -- 
داروشناسی --
شیمی‌فیزیک -- 
پلاستیک --  
بسپار -- 
کنترل فرایند -- 
Process design -- 
Process Modeling --

## Q
Qualitative inorganic analysis -- 
Quantitative analysis --
شیمی کوانتومی --  
کوارتز --

## R
معادله سرعت -- 
اسمز معکوس --

## S
علم --
جداسازی --
شیمی حالت جامد -- 
استخراج مایع-مایع --
Supercritical fluids --

## T
ترمودینامیک --
کشف عناصر شیمیایی --
پدیده‌های انتقال

## U
فراپالایش --
عملیات واحد --

## V
Volatility --

## W
Water and waste water treatment --
Waste minimization --

## Z
زئولیت --  
روی --  
زینوالدیت  -- 
زیرکن --  
زیرکونیم --  
Zone melting --